# Госейнабад-е Мукуфе
Госейнабад-е Мукуфе (перс. حسين ابادموقوفه) — село в Ірані, у дегестані Дегчаль, у Центральному бахші, шагрестані Хондаб остану Марказі. За даними перепису 2006 року, його населення становило 507 осіб, що проживали у складі 124 сімей.

## Клімат
Середня річна температура становить 12,54 °C, середня максимальна – 31,32 °C, а середня мінімальна – -9,25 °C. Середня річна кількість опадів – 284 мм.
| Клімат поселення                              | Клімат поселення | Клімат поселення | Клімат поселення | Клімат поселення | Клімат поселення | Клімат поселення | Клімат поселення | Клімат поселення | Клімат поселення | Клімат поселення | Клімат поселення | Клімат поселення | Клімат поселення |
| Показник                                      | Січ.             | Лют.             | Бер.             | Квіт.            | Трав.            | Черв.            | Лип.             | Серп.            | Вер.             | Жовт.            | Лист.            | Груд.            |                  |
| Середній максимум, °C                         | 8,91             | 10,88            | 15,02            | 20,03            | 23,65            | 30,61            | 31,32            | 30,49            | 25,81            | 21,02            | 14,97            | 8,98             |                  |
| Середня температура, °C                       | −0,18            | 1,80             | 5,95             | 10,95            | 14,57            | 21,54            | 25,19            | 24,36            | 19,68            | 14,88            | 8,83             | 2,85             |                  |
| Середній мінімум, °C                          | −9,25            | −7,28            | −3,12            | 1,87             | 5,51             | 12,44            | 19,06            | 18,24            | 13,55            | 8,76             | 2,70             | −3,28            |                  |
| Норма опадів, мм                              | 45               | 34               | 48               | 38               | 37               | 9                | 0                | 1                | 1                | 7                | 24               | 40               |                  |
| Середньомісячна швидкість вітру, м/с          | 2.07             | 2.04             | 3.08             | 3.33             | 2.92             | 2.58             | 2.70             | 2.62             | 2.37             | 2.22             | 1.83             | 1.86             |                  |
| Середньомісячна сонячна радіація, кДж/м²·день | 8821             | 12176            | 14644            | 18022            | 22111            | 26904            | 25824            | 23915            | 20867            | 15283            | 10779            | 8758             |                  |
| --------------------------------------------- | ---------------- | ---------------- | ---------------- | ---------------- | ---------------- | ---------------- | ---------------- | ---------------- | ---------------- | ---------------- | ---------------- | ---------------- | ---------------- |
| Джерело:                                      |                  |                  |                  |                  |                  |                  |                  |                  |                  |                  |                  |                  |                  |